# Крауч, Пол
Пол Крауч (англ. Paul Crouch; 30 марта 1934, Сент-Джозеф, Миссури, США — 30 ноября 2013, Ориндж, Калифорния, США) — американский телеевангелист. В 1973 году вместе со своей женой Джен основал крупнейшую христианскую телевизионную сеть Trinity Broadcasting Network.

## Биография
Крауч родился в Сент-Джозефе, штат Миссури, в семье миссионеров Ассамблеи Бога Эндрю Ф. Крауча (7 января 1889 — 1 июня 1941) и его жены Сары, в девичестве Свингл (26 сентября 1892 — 29 сентября 1976). У Крауча было два старших брата, преподобный Филип Крауч (1916—2005) и Джон Марк Крауч (1924—1991). По большей части дети воспитывались матерью, а также бабушкой и дедушкой, так как их отец умер, когда Полу было семь лет. В юности Крауч заинтересовался любительским радио и загорелся идеей использовать эту технологию для распространения Евангелия по всему миру. В 1955 году он окончил Центральный Библейский колледж (Ассамблеи Бога) в Спрингфилде, штат Миссури, получив степень по теологии.
Также Крауч получил три почетные докторские степени: доктора литературоведения (D. Litt.) — 29 мая 1981 года в Калифорнийской высшей школе теологии (Глендейл, Калифорния); доктора богословия — 29 мая 1983 года в Американской христианской теологической семинарии (Анахайм, Калифорния); и доктора права — 5 мая 1985 года в Университете Орала Робертса (Талса, Оклахома).
Крауч и Дженис Бетани познакомились в 1957 году, в браке у них родилось два сына — Пол Крауч-младший и Мэттью Крауч.

### Карьера в медийном бизнесе
Крауч начал карьеру в области радиовещания, помогая создать образовательную радиостанцию (KCBI) в кампусе, будучи студентом Центрального библейского института и семинарии. В 1957 году он стал диктором на радио KRSD в Рапид-Сити, Южная Дакота, и быстро продвинулся до должности программного директора. Вскоре после этого он был назначен менеджером дочернего телеканала станции, KRSD-TV, филиала NBC в Рапид-Сити.
В 1961 году он был назначен генеральным советом Ассамблеи Бога на должность директора их только что сформированного отдела телевидения и кинопроизводства (Бербанк, штат Калифорния) и проработал на ней в течение четырёх лет. Крауч отвечал за производство фильмов, в основном посвящённых зарубежным миссиям и зарубежной миссионерской деятельности, а также за пополнение аудиовизуальных материалов Ассамблеи Бога и учебных пособий для детей.
С 1965 по 1970 годы Крауч был генеральным директором радиостанции KREL, вещающей из калифорнийского города Корона. В 1966 году он приобрёл миноритарный пакет акций компании KREL. Во время свой работы на этой радиостанции он успешно пролоббировал заявку на увеличение её мощности до 5000 ватт.
После ухода из KREL, в 1970 году, Крауч был приглашён на должность генерального менеджера KHOF-FM и KHOF-TV в городе Сан-Бернардино, штат Калифорния.

### Trinity Broadcasting Network
В 1973 году Крауч покинул KHOF и вместе со своей женой Джен, а также Джимом и Тэмми Фэй Беккерами (ушли из компании через два года), основал телесеть Trinity Broadcasting Network. В 1974 году компания TBN приобрела свою первую телевизионную станцию KLXA-TV (ныне KTBN-TV). С тех пор TBN выросла до крупнейшей христианской телевизионной сети Соединённых Штатов и третьей по величине группы владельцев вещательных телевизионных станций в США, причём CBS, FOX и NBC занимают четвёртое, пятое и шестое места, согласно ежегодному списку 30 лучших групп станций TV News Check. По данным Forbes в 2008 финансовом году Крауч получил компенсацию в размере 402 244 долларов.
TBN вещает по всему миру на 70 спутниках и более чем 18 000 телевизионных и кабельных филиалах, а также в интернете. TBN транслируется на более чем 287 телевизионных станциях в США и на тысячах других кабельных телевизионных и спутниковых системах по всему миру в более чем 75 странах, а её программы переведены более чем на одиннадцать языков. Крауч был исполнительным продюсером таких христианских фильмов, как «Плач Китая» (1990), «Код „Омега“» (1999), «Кэрмен: Победитель» (2001), «Вечная битва» (2001) и «Изменяющий время» (2002).
В США охват TBN растёт благодаря соглашениям с национальными кабельными операторами. TBN вещает через крупные кабельные и спутниковые компании, такие как Comcast, Cox, Time Warner, Verizon FIOS, DirecTV, AT&T, Dish Network и Charter.

### Смерть
Крауч умер в своём доме в городе Ориндж, штат Калифорния, 30 ноября 2013 года после 10 лет дегенеративной болезни сердца.

## Скандалы и критика
В апреле 1982 года комитет законодательного собрания штата Калифорния решил прослушать записи Led Zeppelin задом наперёд. Вопрос был поднят Краучем, который утверждал, что таким образом можно было услышать сатанинские послания, сделанные группой посредством загадочного приёма «обратной маскировки». Крауча поддержали представители организации Moral Majority, которые разделяли его мнение, что тем самым христианская молодёжь США подвергалась скрытому воздействию сатанизма и оказывалась в зоне риска подсознательной вербовки поклонения дьяволу. Прослушав «Stairway to Heaven» в обратную сторону (отрывок «bustle in your hedgerow») некоторые из заседателей утверждали, что слышали фразу «Here's to my sweet Satan/The one whose little path would make me sad, whose power is Satan/He will give those with him 666/There was a little toolshed where he made us suffer, sad Satan». Обвинители предлагали принять закон об обязательности предупреждающих надписей на альбомах, аргументируя это тем, что, даже если прослушать подобные произведения в обычном виде, слушатель подсознательно расшифровывал смысл сатанинских посланий. Несколько групп психологов проверили эти утверждения, используя научные методы, результаты которых показали, что подопытные слышали лишь бессвязные звуки. Сатанинские стихи были слышны лишь тогда, когда у испытуемых перед глазами была их распечатанная версия.
В 2000 году на Крауча был подан иск в размере 40 миллионов долларов от писательницы Сильвии Флинер, которая обвинила его в плагиате своего апокалиптического романа (и последующего фильма) «Код „Омега“». В иске Флинер утверждалось, что сюжет фильма был скопирован с её книги «Синдром Омеги». Впоследствии бывший личный ассистент Крауча Келли Уитмор рассказала, что однажды она обнаружила в багаже Джен Крауч папку с оторванными листами, которые Пол Крауч называл «Проектом „Конец времён“», при этом часто упоминая его, как «Омегу» (повторяя название романа Флинер). Однако, в то же время, Крауч подчёркивал, что ему не хотелось бы давать фильму такое рабочее название, «особенно [сетуя на, что ему не нравится] слово „синдром“». После того как ходатайство ответчика о вынесении решения в упрощённом порядке не было удовлетворено, дело было урегулировано во внесудебном порядке за нераскрытую сумму.
В сентябре 2004 года газета Los Angeles Times сообщила, что в 1998 году Крауч выплатил Эноху Лонни Форду, бывшему сотруднику телесети, официальное урегулирование в размере 425 000 долларов для прекращения судебного процесса о незаконном увольнении последнего. Газета также сообщила, что, по словам Форда, что между ними были сексуальные отношения. Официальные представители TBN отвергли эти обвинения. 15 марта 2005 года Форд поучаствовал в съёмках телешоу ION Television «Детектор лжи». Однако, в итоге продюсеры решили не выпускать этот выпуск в телеэфир, а результаты теста на детекторе лжи так и остались не обнародованными.
В мае 2012 года в статье New York Times сообщалось о личных тратах Пола и Джен Краучей, в том числе об «их отдельных особняках на закрытой территории» в городе Ньюпорт-Бич, штат Калифорния. Пол Крауч получал 400 000 долларов в качестве президента компании, а его жена — 365000 долларов в качестве первого вице-президента TBN. Впоследствии Бриттани Копер, внучка Краучей, занимавшаяся финансами телесети, утверждала, что телесеть TBN, по-видимому, нарушила запрет IRS на «избыточную компенсацию» некоммерческими организациями.